# Arion ater
Arion ater – gatunek ślimaka z rodziny ślinikowatych (Arionidae). Występuje w Europie Północnej oraz północnej części Europy Zachodniej; stwierdzenia z hiszpańskich Pirenejów niekiedy podawane były w wątpliwość, ale najprawdopodobniej gatunek tam też występuje. Został introdukowany do Ameryki Północnej.

## Biotop
Żyje na łąkach i polach.

## Wygląd
Dorosły ślimak mierzy ok. 15 cm. Młode osobniki są koloru pomarańczowego. Gdy mierzą ok. 2,5 cm, zmieniają barwę na czarną.

## Tryb życia
Prowadzą nocny tryb życia. Żywią się głównie roślinami i grzybami, ale czasem zjadają także robaki, owady i odchody innych zwierząt.

## Rozmnażanie
Ślimaki te są obojnakami. Po kopulacji składają 20–50 jaj w szczelinach ziemi lub pęknięciach w drewnie. Młode wykluwają się po ok. 6 tygodniach.

## Korelacje z ludźmi
Arion ater jest uważany za najbardziej niszczycielski gatunek ślimaków nagich. Jego przedstawiciele czynią duże szkody w uprawach warzyw, zwłaszcza sałaty. Z drugiej strony gatunek ten, jak wszystkie ślimaki, pełni ważną rolę w użyźnianiu gleby.

## Zagrożenia
Z powodu wydzielanego przez nie śluzu i paskudnego smaku ślimaki te mają niewielu naturalnych wrogów. Polują na nie jeże, borsuki, ryjówki, myszy, żaby i ropuchy, węże, a także niektóre chrząszcze i ptaki.